# Stade Dinamo SPB
 (décembre 2021).
Si vous disposez d'ouvrages ou d'articles de référence ou si vous connaissez des sites web de qualité traitant du thème abordé ici, merci de compléter l'article en donnant les références utiles à sa vérifiabilité et en les liant à la section « Notes et références ».
Le Stade Dinamo SPB (en russe : Стадион Динамо Санкт-Петербург) est un stade russe de football appartenant au complexe sportif du même nom, situé dans la ville de Saint-Pétersbourg, sur l'île Krestovski.
C'est le stade du club de football du FK Dinamo Saint-Pétersbourg.